# Ștefan Râmniceanu
Ștefan Râmniceanu (n. 15 august 1954, Ploiești, România) este un pictor și sculptor român care trăiește și lucrează la Paris și București. Absolvent al Institutul de Arte Plastice „Nicolae Grigorescu” din București în 1979, Stefan Râmniceanu este o figură reprezentativă a artei contemporane românești. Demersul său artistic, singular, n-a încetat de-a lungul anilor, încă de la primele expoziții, să capteze publicul, căci este, așa cum scria filozoful si criticul Andrei Pleșu „dintre artiștii care știu să seducă, să irite și să surprindă; are, cu alte cuvinte, talentul de a fi imprevizibil”.

## Din România comunistă la „lumea liberă”
Traictoria sa artistică debutează în anii '80. Primele două expoziții personale, în 1979 la teatrul Giulești și în 1980 la Amfiteatru, sunt urmate de bursa Uniunea Artiștilor Plastici din România, de premiul Amfiteatru si de participări la concursuri si expoziții colective naționale. In 1985 Stefan Râmniceanu organizează simultan în două galerii de artă bine cunoscute pe scena culturală bucureșteană - „Galeria Orizont” si „Atelier 35” - prima sa expoziție personală importantă. Demersul său artistic atrage atenția mai multor personalități majore ale scenei culturale românești. Radu Bogdan, exegetul operei lui Ion Andreescu și filozoful Nicolae Steinhardt, autorul „Jurnalului fericirii” evocă maniera personală a artistului de a reda lumina: „lumina din lăuntru care spiritualizează forma”, sau „lumina lina”. Pentru istoricul Răzvan Theodorescu, opera artistului apărea ca „o certitudine a viitorului artei românești”.. În anii următori, artistul este prezent în expoziții colective internaționale reprezentând România în Bulgaria, Ungaria, Austria…, are primul succes internațional - premiul la Trienala Internațională de pictură de la Sofia.
În 1988, artistul organizează în ruinele celui mai vechi palat princiar din București - Curtea Veche, expoziția „Ferecătura”, un eveniment cultural remarcabil în viața culturală bucureșteană. Destinată să celebreze 300 de ani de la urcarea pe tronul Țării Românești a domnitorului Constantin Brâncoveanu, expoziția își propunea să reinventeze simbolurile artei bizantine ortodoxe;
„Suntem înaintea unei experiențe unice la noi, și a unei reușite tulburătoare, stranii, dar - oricum- de mult așteptate” spunea Răzvan Theodorescu în deschiderea expoziției.
„Surprinzătoarea simultaneitate cu acțiunea destructivă a dictaturii lui Ceaușescu, devenea un semnal prețios, era cu adevărat un apel către noi toți, un apel la memorie, un apel la curajul de a restaura trecutul” scria mai târziu criticul Dan Hăulică.
„Arta ta este o reconfortantă replică la ziduri de palate care cad, pentru că faci din dărâmături o mare cutie de rezonanță a nobleței de spirit încărcată de istorie și nădejde” scria artistului profesorul său, pictorul Ion Sălișteanu.
„O tenace dimensiune eroică .. o natură războinică care cultivă, simultan, vehemența și ceremonia”, scria Andrei Pleșu - în eseul „Cruciada lui Stefan Râmniceanu”.
Din același text, televiziunea română se inspiră pentru titlul reportajului consacrat evenimentului: „Simțul grandorii, cultul trudei si bucuria ofensivei în opera lui Stefan Râmniceanu”, realizat în 1991 de criticul de artă Ruxandra Garofeanu.

## Confruntarea cu pictura internațională
În 1989, Ministerul Culturii din Grecia invită artistul la Atena, și reiterează expoziția sub titlul „Raport către Bizanț”. … „Universul de imagini care ilustrează cu putere, imensa acoladă care unește, peste timp, straturi succesive ale marii spiritualități” (poetul si criticul Corneliu Antim) a cucerit Grecia, entuziastă, unanimă în apreciere. Artistul oferă orașului Atena lucrarea-simbol al expoziției, un clopot, „ca un tribut de onoare față de civilizația bizantină”. Pe bulevardul Vassilissis Sofias nr. 39, „impozant, hieratic, clopotul bizantin domină spațiul spiritual al celui mai important seminar teologic al Greciei - Rizarios” (extras din articolul semnat de criticul de artă grec Clea Kehayoglu).
Câteva luni după participarea la revoluție, guvernul francez îi acordă o bursă de studii la Paris; în 1992 este rezident la „Cité Internationale des Arts”. In 1994 își stabilește atelierul la Paris, înscriindu-și astfel demersul în tradiția artiștilor români în Orașul-Lumină. „Nu pictez cu tuburi de ulei sau cu pensule, pictez cu memoria lucrurilor”, declara recent artistul, vorbind de arta sa, ce a fost expusă atât în Franța cât și în afara ei, în numeroase spații culturale, precum Bernanos, Sandoz - Cité Internationale des Arts, Centrul Cultural Român din Paris, La Défense, galeriile Louis, F.H. Art Forum, Visio Dell’Arte la Paris; Jardin de Lumière în Belgia la Bruxelles, HS Kunst în Germania la Heildelbrg, Uni-Terre în Elveția la Geneva, Alkent în Turcia la Istanbul; târguri de artă contemporană în Franța, în Turcia, la Dubai … criticii subliniind caracterul său:
„In acest Occident depozitar al atâtor valori artistice universale, și in același timp supus curentelor la modă, opera lui Râmniceanu aduce... « je ne sais pas quoi de lointain qui annonce l'Orient» ”
Dan Hăulică.
„Un Bizanț trecut prin exclamația radicală a negrurilor lui  Soulages si Kline, prin expansiunea vibratorie a lui  Pollock”
Dan Hăulică - eseul critic „Bizant dupa Pollock” despre expoziția „Privirile nopților de aur”, Paris, galeria F.H. Art Forum.
„Condensat de senzații și de experiențe diverse, pictura sa est un subtil dozaj de dogmă și vis, în care formele si emoțiile îsi corespund intim, constituind un vibrant poem cosmic.”
Arlette Sérullaz conservator la Luvru, directoarea muzeului Delacroix.
„Ca și cum înfruptându-se din bogăția lui Cresus a ofertei internaționale a ultimelor decenii - pe care știe foarte bine să o stăpânească și amplifice - Râmniceanu ar fi constrâns de propriile reguli să rețină din această piață vizuală enormă mai degrabă sintagmele care rezonează cu trecutul său cultural”
 Poeta si critic de artă Magda Cârneci.
De-a lungul anilor, Ștefan Râmniceanu s-a impus ca unul din pictorii influenți ai diasporei românești la Paris. Televiziunea română îi consacră mai multe emisiuni. In 1993, Monica Zvirjinski în cadrul emisiunii sale „Personalități în top”, prezintă artistul cu preocupările sale și atelierul cu opera sa. In 1994, emisiunea realizată de Mihaela Cristea prezintă publicului român expoziția „Cămașa zidurilor”, deschisă de E.S. Dan Hăulică, ambasador la UNESCO, președinte de onoare al A.I.C.A., la Centrul Cultural Român din Paris. În 2004, Vlad Nistor realizează la Paris pentru Realitatea TV, în cadrul emisiunilor „Interferențe culturale”, un reportaj consacrat artistului. În 2005, o emisiune în direct îi este consacrată artistului, realizată de Marina Almășanu pentru TVR International.

## În căutarea „Omului Universal”
Opera lui Ștefan Râmniceanu poate cu dificultate să fie asociată cu o mișcare în particular, după cum la fel ea nu se înscrie într-o singură tradiție artistică; arta bizantină românească constituie totuși principala sursă de inspirație a artistului. Limbajul materiei este în centrul preocupărilor artistului; lucrările prezintă în majoritatea lor o structură tridimensională. Straturile suprapuse de pictură în culori atenuate dau lucrărilor sale o structură în relief, aproape sculpturală. La ora la care arta contemporană tinde să facă din provocare un sistem creativ, Râmniceanu alege spiritualitatea în artă. Artistul definește această căutare ca un drum inițiatic spre figura arhetipală a „omului universal”, întruchipare contemporană a omului de la Renaștere. Văzută în adâncul ei, energia creatoare a artistului evocă celebra maximă a lui Camus „orice blasfem este ceremonios, tine de sacru”- într-atât voința de ruptură care traversează creația sa este plină de memoria tradițiilor.
În 2014, la comemorarea a 300 de ani de la jertfa lui Constantin Brâncoveanu, Ștefan Râmniceanu va celebra din nou - la 26 de ani după Curtea Veche - memoria domnitorului, cu o expoziție personală la palatul Mogoșoaia.